# 下宿 (清瀬市)
下宿（したじゅく）は、東京都清瀬市の町名。現行行政地名は下宿一丁目から下宿三丁目。郵便番号は204-0001。

## 地理
清瀬市北東部に位置する。東から時計回りに旭が丘、中里、埼玉県所沢市本郷、城並びに坂之下及び新座市大和田に隣接する。町内は農地と住宅地とが混在している。所沢市との間には柳瀬川が流れており、橋梁は、下宿センター前交差点北側に「城前橋（しろまえばし）」が、また水再生センター北側に「清柳橋(せいりゅうばし)」が架かっている。

### 地価
住宅地の地価は、2017年（平成29年）の公示地価によれば、下宿2丁目452番6外の地点で12万4000円/m2となっている。

## 歴史
戦国時代頃までは、柳瀬川対岸の滝の城の城下町･領地として繁栄した。
- 1970年7月1日 - 下宿一丁目から三丁目が成立。

## 世帯数と人口
2017年（平成29年）12月1日現在の世帯数と人口は以下の通りである。
| 丁目       | 世帯数    | 人口    |
| ---------- | --------- | ------- |
| 下宿一丁目 | 980世帯   | 1,763人 |
| 下宿二丁目 | 500世帯   | 1,360人 |
| 下宿三丁目 | 189世帯   | 506人   |
| 計         | 1,669世帯 | 3,629人 |

## 小・中学校の学区
市立小・中学校に通う場合、学区は以下の通りとなる。なお、清瀬市の中学校では学校選択制度を導入しており、以下の指定校の他に市内にある中学校から選択することも可能。
| 丁目       | 番地      | 小学校                 | 中学校                 |
| ---------- | --------- | ---------------------- | ---------------------- |
| 下宿一丁目 | 1番1〜8号 | 清瀬市立清瀬第八小学校 | 清瀬市立清瀬第三中学校 |
| 下宿一丁目 | その他    | 清瀬市立清明小学校     | 清瀬市立清瀬第三中学校 |
| 下宿二丁目 | 全域      | 清瀬市立清明小学校     | 清瀬市立清瀬第三中学校 |
| 下宿三丁目 | 全域      | 清瀬市立清明小学校     | 清瀬市立清瀬第三中学校 |

## 交通

### 鉄道
- 武蔵野線（通過のみ）

最寄り駅は、東側は新座駅、西側は東所沢駅、また南方に清瀬駅（西武池袋線）が利用可能な範囲にある。

### 道路
- 関越自動車道（通過のみ）

### 交差点
- 下宿センター前 ・旭が丘交番前

### バス
- 西武バス（新座営業所）

## 施設
- 公営清瀬台田団地
- 清瀬市立市民体育館
- 清瀬市立下宿図書館
- 下宿第三運動公園
- 内山運動公園
- 清瀬水再生センター

史跡
- 天満天神宮
- 八幡神社
- 上宮稲荷神社
- 白山神社

## 脚註
1. 1 2  “月別町丁別人口及び世帯数（各月1日現在）”.   清瀬市 (2018年12月12日). 2018年1月11日閲覧。
2. 1 2  “郵便番号”.  日本郵便. 2018年1月11日閲覧。
3. ↑  “市外局番の一覧”.   総務省. 2018年1月11日閲覧。
4. ↑  国土交通省地価公示・都道府県地価調査
5. ↑  “居住地と小学校”.   清瀬市 (2013年4月1日). 2018年1月11日閲覧。
6. ↑  “居住地と中学校”.   清瀬市 (2013年4月1日). 2018年1月11日閲覧。
7. ↑  “学校選択制度ー学校選択制度から中学校入学まで”.   清瀬市. 2018年1月11日閲覧。